# جيمس كينيدي لوغان
جيمس كينيدي لوغان (بالإنجليزية: James Kennedy Logan)‏ هو مهندس نيوزيلندي، ولد في 8 مايو 1844، وتوفي في 8 نوفمبر 1912.